# (4435) Holt
(4435) Holt ist ein die Marsbahn kreuzender Hauptgürtelasteroid, der am 13. Januar 1983 von Carolyn Shoemaker vom Palomar-Observatorium aus entdeckt wurde.
Der Asteroid wurde nach dem US-amerikanischen Astronomen und Planetologen Henry E. Holt benannt.